# 14598 Larrysmith
14598 Larrysmith (1998 SU60) là một tiểu hành tinh vành đai chính.